# Ismail Gögenur
Ismail Gögenur (født 24. august 1973 i Danmark) er en dansk professor, dr.med. og overlæge ved Sjællands Universitetshospital, Køge.
Gögenur er født i 1973 i Danmark af tyrkiske forældre, der kom til landet i 1969.
Gögenur blev cand.med. fra Københavns Universitet i 1999 og dr.med. samme sted i 2010. I 2012 blev han speciallæge og overlæge i kirurgisk gastroenterologi, i 2013 lektor og i 2014 professor ved Københavns Universitet. Han er kirurg og forsker bl.a. i behandlingsmetoder for kolorektal cancer (tyktarmskræft) og personlig medicin. Siden 2018 har han øget interesse i at anvende kunstig intelligens til brug ved behandling af patienter med kræftsygdomme.
Gögenur er leder for en forskergruppe på ca. 50 medlemmer, som alle forsker i at forstå kirurgiens betydning for sundhed og sygdom.
I 2019 stiftede han Clinical Academic Group - Personalized Oncological Surgery sammen med Professor Ali Salanti. Sammen leder de et netværk af forskere der har fokus på at integrere den nyeste viden indenfor kræftbehandling i laboratoriet til klinikken.
Gögenur har været bestyrelsesmedlem i Islamisk-Kristent Studiecenter og Muslimernes Fællesråd, hvor han bl.a. var involveret i et initiativ for at opføre muslimske plejehjem. Han har også rådgivet om etiske og sundhedsmæssige spørgsmål på hjemmesiden religion.dk drevet af Kristeligt Dagblad.
Gögenur blev optaget i Kraks Blå Bog i 2017.